# Дело Александра Бывшева
«Дело Александра Бывшева» — уголовное производство в отношении поэта и учителя французского и немецкого языка Александра Бывшева. Ему вменяют публичные призывы к терроризму и «фейки» про российскую армию за два поста в социальных сетях. В одном посте было видео деревни Великая Дымерка, а второй пост — четверостишье: «По Украине бьют ракеты. Кремль совесть и мораль отверг. Честь офицерская, ну где ты? Где русский твой Штауффенберг?». Александр Бывшев приговорён к семи годам колонии общего режима.
Всего против поэта за его стихи и рифмы завели 14 дел.

## Обвиняемый
Александр Михайлович Бывшев (род. 1972, пгт. Кромы, Орловская область, Российская РФСР, СССР) — российский школьный учитель французского и немецкого языка, поэт, диссидент и политический заключённый. Окончил Орловский пединститут. Автор сборников «С думой о России» (1998 год), «Солнечный зайчик» (2007 год), «Кровавая память» (2015) и других. Публиковался в «Юности», в питерском журнале «Родная Ладога», в московской «Пионерской правде», в «Литературном Башкортостане». Призёр всероссийских поэтических конкурсов. Стихи поэта переводили на английский, украинский, белорусский и грузинский языки. Его стихи многократно декламировала Новодворская. В 1990-е и начале 2000-х являлся активным членом КПРФ, по убеждениям сталинист. 

## Хронология событий
«Колонна пятая», страшись!

Вождь и «нашисты» — это сила.

Не победила Русь фашизм. —

Она его …усыновила.

### Приговор за стихотворение «Украинским патриотам»
1 марта 2014 года Совет Федерации единогласно принял Постановление об использовании Вооружённых Сил Российской Федерации на территории Украины, а Александр Бывшев в российской социальной сети «ВКонтакте» написал стих озаглавленный «Украинским патриотам», а также разослал его по СМИ. В произведении искусств автор отрицательно отозвался о действиях российских солдат в Крыму. Спустя два месяца прокуратура Кромского района Орловской области возбудила против поэта уголовное дело по 282-й статье УК РФ, заявил, что он разжигает ненависть и вражду. Дело было возбуждено после анонимного заявления. Это дело стало первым в России уголовным преследованием за поддержку Украины, и первым, когда судили за стихи.
Александр Подрабинек отметил : 

Конечно, времена сегодня не сталинские. «Национал-предателей» из «пятой колонны» не бьют на допросах, не выбивают показания пытками. Да и зачем? У следователя всё под руками. Оцените: 1 марта 2014 года в 20 часов 24 минуты Бывшев Александр Михайлович, находясь в своей квартире по такому-то адресу, с целью возбуждения вражды и унижения достоинства человека, группы лиц по признаку национальности, используя принадлежащий ему ноутбук, подключённый к информационной сети «Интернет», разместил на своей странице в социальной сети «ВКонтакте» для всеобщего публичного ознакомления стихотворение «Украинским патриотам». О «преступлении» известно с точностью до минуты! И фамилия, и адрес, и все данные о преступнике — все как на ладони. Это вам не убогая отписка «в неустановленном месте, в неустановленное время, неустановленными лицами». А как талантливо следствие соединяет точность интернет-данных с расплывчатостью обвинительных формулировок! Вероятно, оно надеется обилием цифр компенсировать отсутствие состава преступления. Информации так много и она так доступна, что обвиняемого даже сочли возможным не изолировать на время следствия. Александр Бывшев рассказал, как оно ведётся.
Лингвистическая экспертиза выявила признаки экстремизма. Вторая заказанная судом экспертиза, проведённая специалистом московской Гильдии лингвистов-экспертов Михаилом Горбаневским выявила, что стихотворение не содержало признаков экстремизма. Несмотря на это суд признал Александра Бывшева виновным и назначил триста часов исправительных работ (дворником) и выдал запрет на два года преподавать в школе из-за его стихотворения «Украинским патриотам». С того же года поэта внесли в список экстремистов и террористов. Впоследствии из-за поправки ему пожизненно запретили преподавать. Счета Бывшева заблокировали.
У поэта было много друзей, но после судебного процесса они резко отстранились от него.

### Приговор за стихотворение «Украинские повстанцы»
Мы идем на врагов, смерти в жерло.

Пусть погибнем за рiдну свою.

Україна, вона ще не вмерла.

I до зустрiчi, друзi, в раю!
В июне 2014 года поэт в социальной сети «ВКонтакте» написал стих «Украинские повстанцы» про абстрактный бой россиян и украинцев. Прокуратура Кромского района Орловской области 19 июня возбудила уголовное дело по 282-й статье, но суд не смог найти состав экстремизм и поэту выплатили пять тысяч рублей за моральный ущерб. Однако 29 сентября 2015 года Александра Бывшева добавили в список экстремистов и террористов России — под номером 1754.

### Первый приговор за стихотворение «На независимость Украины»
С той, что тебя гнобила, Господь еще спросит строго.

В дебри, леса, болота скатертью ей дорога.

А я на Запад гляжу, слезно небо моля:

«Щастя тобі бажаю, Україно моя!»
17 января 2017 года следователи Орловской области завели на поэта очередное уголовное дело по 282-й статье, за то, что два года назад он опубликовал в социальной сети «ВКонтакте» стих «На независимость Украины».
Член ПЕН-центра, писатель и сценарист Марина Вишневецкая отметила: 

Вначале мы писали. Первое письмо было в ноябре 2014 года. Члены ПЕН-центра, 25 человек защищали Бывшева. Мы говорили, что просим не оценивать его стихи как стихи, не оценивать его взгляды. Человека нельзя судить за стихи и за выражение его взглядов. Подписали Улицкая, Тимофеев, много очень достойных людей. Потом на сайте ПЕН-центра несколько человек, тоже члены ПЕНа, выступили против этого заявления. Потом в обсуждениях на сайте не раз говорилось, что они защищают неонациста. Поэтому когда возникло второе и третье дело, в исполкоме уже никому не пришло в голову защищать Бывшева, они изначально были настроены против него

### Второй приговор за стихотворение «На независимость Украины»
В феврале 2018 года против поэта завели ещё одно уголовное дело за то, что он якобы воспрепятствовал правосудию по 294-й статье УК РФ за то, что Бывшев давал интервью журналистам.
9 апреля 2018 года поэту назначили ещё 330 часов общественных работ за стих «На независимость Украины».

### Уголовное дело за стихи «Русский дух» и «Могучая кучка»
2 апреля 2018 года следственный комитет Орловской области возбудил пятое уголовное дело по 282-й статье. Александр Бывшев вынужден был сделать подписку о невыезде и жить на пенсию пожилых родителей, за которыми он ухаживает.

### Приговор из-за стиха о трагедии в Буче
После вторжения российских солдат на территорию суверенного государства Украина поэта оштрафовали за «дискредитацию» российской армии. 11 октября 2022 года на поэта завели одиннадцатое дело за «фейки» из-за стиха о трагедии в Буче, а 60 остальных текстов послали на психолого-лингвистическую экспертизу. В декабре 2022 года Александра Бывшева арестовали на семь дней за возбуждение ненависти или вражды.
В 2022 году Александра Бывшева оштрафовали на 70 тысяч рублей за его посты про Украину.

### Заключение за «фейки» о российских военных
С 2 февраля 2023 года поэт находится в заключении, Александра Бывшева арестовали за то, что он якобы призывал к свержению конституционного строя. У него дома провели обыск.
19 марта 2024 года Второй Западный окружной военный суд приговорил Александра Бывшева к семи годам колонии за «фейки» о российских военных (п. «д» ч. 2 ст. 207.3 УК РФ), а также за призывы к терроризму (ч. 2 ст. 205.2 УК РФ).

## Формальная суть обвинений
Следствие посчитало «фейками» про российскую армию пост с фотографией разрушенной российскими армией Бучи, где он упомянул, что оттуда родом его тётя.
Экстремизм и терроризм были усмотрены судьями в антивоенном стихотворении «Российскому офицерству, или Риторический вопрос». Конкретно призывами к терроризму российские судебные органы посчитали строчку из стиха «По Украине бьют ракеты» и просьбу к россиянам найти среди них «русского Штауффенберга» (участник заговора против Адольфа Гитлера). Следствие посчитало, что упоминания Штауффенберга якобы были призывами к убийству Владимира Путина.